# 船井幸雄
 船井 幸雄（舩井 幸雄、ふない ゆきお、1933年〈昭和8年〉1月10日 - 2014年〈平成26年〉1月19日）は、経営コンサルタント、起業家、企業経営者、自己啓発書作家、精神世界・スピリチュアル系の著作家、オカルティスト。
専門のマーケティング論を活用して精神世界の一大派閥を形成し、「オカルトビジネスのドン」「スピリチュアル界のドン」と呼ばれた。『脳内革命』の春山茂雄、EM菌の比嘉照夫、地球村の高木善之、波動理論の提唱者で『水からの伝言』の江本勝、右脳開発の七田眞らが船井ファミリーと言われ、船井はEM菌、脳内革命、右脳開発法、波動理論、未来の記憶など、オカルト・スピリチュアル系・疑似科学のブームの火付け役となった。

## 概要
コンサルティング会社の株式会社船井総合研究所（現 船井総研ホールディングス）の創業者・代表取締役会長、船井総研グループの創始者。1969年に独立して船井総合研究所の前身を設立し、1988年には経営コンサルティング業界初と言われる株式上場を果たした（現・株式会社船井総研ホールディングス）。株式会社本物研究所、船井メディア、船井財産コンサルタンツのトップを務めた。ビジネス書や精神世界・スピリチュアル系の本などの多くの著作を執筆し、その成功哲学は中小企業の社長やビジネスマンから熱心に支持され、大企業の経営者や有名人にも支持者がいた。彼の著作は、経済や経営について学ぶのではなく「自分を変える」ことを主目的としたビジネス書の先駆となった。
船井総合研究所の会長として、精神世界・スピリチュアル系の一大イベント「船井オープンワールド」開催を主導し、日本のオカルト・スピリチュアル系ビジネスの世界では特に重要な人物であり、プロデューサー的な才能を発揮し、精神世界ブームとビジネスを結び付けることに大きな役割を果たした。日本のビジネス界のオカルト的・カルト的側面を取材した『カルト資本主義』の著者斎藤貴男は、船井を「京セラの稲盛和夫と並ぶ精神世界的ビジネスの雄」と評している。宗教学者の島薗進は、船井を日本における「成功のスピリチュアリティ」の先駆者としてニューエイジ・精神世界における先駆性と存在感を評価している。
一方、「船井オープンワールド」「船井幸雄オープンワールド」では、効能や付加価値がはっきりしない商品が精神世界ブームに乗って販売され、船井が売り出して火付け役になった数々のブームでは霊感商法まがいの販売が行われることもあり、宗教学者の櫻井義秀は、船井オープンワールドの出店者に医業類似行為やマルチ商法的ビジネス従事者が少なくないことを指摘し、斎藤貴男の『カルト資本主義』扱いが妥当であろうと、島薗の肯定的な評価に疑念を示している。また、物理学者の菊池誠 (大阪大学)は、波動などのニセ科学を信じる船井とその信奉者には、信じたいことを信じる「願望充足」の傾向が強いと述べている。

## 経歴
1933年1月10日、大阪府の南河内地域の松原市で、農家の子として生まれる。家は神社を管理する一族の家系であったという。大阪府立河南高等学校に入学し、高校のころから若禿に悩まされ、気胸のため希望していた東大受験ができないという挫折を体験した。京都大学農学部農林経済学科で経済を学び、1956年に卒業。朝日新聞の記者を目指していたが叶わず、財団法人「安全協会」に就職。 雑誌の編集に携わり、労務管理を学んだ。付属研究機関の産業真理研究所で働き、5年後に友人と最初の独立をし、宣伝販売を中心に扱うコンサルティング会社を始めた。若い頃はマルクス主義者であり、特に「オカルト」「神がかり」と言われるようなことに興味は持っていなかった。
1962年に、父親が癌で死去し、その直後に20代の妻も死去した。「人間存在」や「生と死」に興味を抱くようになり、エマヌエル・スウェーデンボルグやエドガー・ケイシー等の関係書を読み漁り、親しむようになった。電気技師で、のちに超古代文明の科学の存在を主張した楢崎皐月から影響を受けており、1960年頃に、彼の著作か業績を紹介する著作などに触れたと考えられている。
独立から3年ほどで、経営コンサルティング業最大手の「日本マネジメント協会」に入社。1965年（昭和40年、30代前半）から20年余り、スーパー出店のコンサルティングで全国的に活動をした。船井によると、経営コンサルタントの業務に顧客が頼りにする易者や霊能者が支障となっていたため、1965年にクライアントのトップが親くしている易者や霊能者を紹介してもらうことを、コンサルタントを引きうける条件にした。ここから占い師や霊能者、オカルト関係者と親しくなり、カルマや転生について知るようになったという。
「日本マネジメント協会」で成功し理事になったが、経営方針が対立して退社し、1969年に2度目の独立をし、「フナイ経営研究所」を設立、翌年株式会社「日本マーケティングセンター」、のちに「船井総合研究所（船井総研）」に発展した。1988年には経営コンサルティング業界初と言われる株式上場を果たした（現・株式会社船井総研ホールディングス）。船井財団は、これは「経営コンサルティング業のようないかがわしい業界の上場は絶対に無理だ」と言われていた当時の金融･証券界の常識をくつがえす出来事でもあったと述べている。船井総研ホールディングスによると、当時より属人的で仕組み化・スケール化が難しい業界にあって、「一人のカリスマコンサルタント」だけの力による脆弱な経営で後継者なきまま一代で浮き沈みする会社が多い中、いち早く新卒を多数採用し即戦力化を図ることで、多種多様な業界をリードする経営コンサルタントを多数輩出するに至った。船井は経営戦略に強く、現役時代は有能な経営コンサルタント、経営者と評価されていた。
1972年に刊行したビジネス書『変身商法』が1年で35万部のベストセラーになり、経営も順調で、ベストセラーを次々刊行した。1970年代に刊行したビジネス書を見ると、繊維・ファッション業界に強かったことがうかがわれる。
1973-75年頃から精神世界を勉強するようになり、スウェーデンボルグ、ケイシー、出口王仁三郎、イアン・スティーヴンソン、エリザベス・キューブラー・ロスらの研究を深く知るようになった。
精神世界がブームになり始めた時期であった1979年に、ビジネス書『包みこみの発想―船井幸雄の人間学』の一部として、船井が「人間学」と呼ぶオカルト・スピリチュアル的思想を初めて世に出した。地球上の生命の進化の頂点に立つのは人間であると考え、三位一体脳（三重脳）仮説に基づいた、人間の脳には進化の前段階のあらゆる動物の脳が組み込まれているという脳理論を紹介しながら（なお、三位一体脳仮説は科学的に否定されている）、人間の特性は「生きがい」であり、社会に尽くすことが強い生きがいを生むと説き、健康の大切さを説いた。最終章では、ジナ・サーミナラの著書を通して知ったエドガー・ケイシーを大きく取り上げ、生まれ変わり（転生）に関する情報を様々に取り上げて真実性を主張し、永遠の生命（死後生存）、宇宙・造物主は目的のもとに世界を組み立て運用しているというインテリジェント・デザイン説、今の人生は前世からの因縁であり未来のための勉強・試練の場であるというライフレッスン説などのスピリチュアルな思想を語った。人間は生まれ変わるから、世のため人のために生きよう、というのが「わたしの人生観」として示されたが、「生まれ変わり」と「どう生きるべきか」の関連性は、この時点では説明されていない。本書で示された造物主（船井はのちに「造物主」を「創造主」、「サムシング・グレート」と呼んだ）も、船井の思想の重要な概念となった。
この頃までに、200人ほどの占い・スピリチュアル業界の人間と知己を得たという。『包みこみの発想―船井幸雄の人間学』以降、ニューサイエンス（ニューエイジ・サイエンス）やトランスパーソナル心理学といった、「見えない世界」を「科学的」に説明し、提示しようとするタイプの本を熱心に読み込み、解釈して自説に組み込んで、ビジネス書作家、自己啓発書作家として成功していった。新宗教GLAの教祖の高橋信次から影響を受けたと語っており、高橋は神智学やニューソートの影響を受けている。
船井によると、本書で「オカルト」「神がかり」「宗教的であって非科学的だ」等の批判を受け、顧問先に契約を切られたり、優秀な社員が辞めたり、親しい科学者に距離を取られたりしたという。しばらくはそうした思想を表に出すのを自粛していたが、80年代には、オカルト・スピリチュアル的な執筆活動がさらに旺盛になり、コンサルタント業と精神世界への関心が密接に関連し、一体化した思想が形成された。世の中はシンプルですべて波動で説明でき「波動の法則の4つのルール」で理解・納得できるといった、オカルト・スピリチュアル系の思想を唱えた。創造主・サムシング・グレートの意志、「天の理」に沿ったものが「本物」であると考えて、船井が「本物」と考える商品や技術、場所などを推奨した。「本物」かどうかは、O-リングテストによって判別できると主張している。
また、船井は元々他者に善意をもって接することを、経営の極意として教えていたが、これと「意識進化」の信念が結び付き、「意識進化」の信念を自らの処世法と経営理念にも取り入れていった。「百匹目の猿現象」を意識進化の例に上げ、良い「思い」を抱く人を増すことで、人類全体を新たな意識状態に引き上ることができると説いた。物と金銭中心の近代工業化社会は行き詰っていると考え、終末論に基づく救済観、すなわち「千年王国」論を展開した。
船井はニューエイジで人気だった超越瞑想の実践者・支持者であり、1985年には加藤修一と共に超越瞑想の本を監修している。奇跡が起こるのは、人間が宇宙意識のレベルと同調した純粋意識 = 変性意識の状態になった時だとして、その状態に入り、直感力を得るための実践方法として、瞑想、暗示、祈り、イメージ（創造的視覚化）があると考えて、実践を推奨し、あわせて「π（パイ）ウォーター」「中村菌」等の商品を紹介した。1987年には、直感力研究フォーラムを主催し、一流企業のトップ経営者たちが参加していた。
また、船井はオカルトや精神世界系の出版社である「たま出版」が、1986年に設立した「たまメンタルビジネス研究所」の役員を一時期務めていた。
1985年に京都で国際トランスパーソナル学会が開催されたことに触発され、自書でトランスパーソナル心理学を、人間の本体が魂であることの「根拠」として示し、スタニスラフ・グロフやケン・ウィルバーの学説を紹介し、物質体ではなく意識体こそが生命の本体ではないか、意識も進化する、といったことを語った。
バブル崩壊後の不況、オウム真理教による事件の後の90年代半ば以降の精神世界・スピリチュアルブームを牽引し、「オカルトビジネスのドン」「スピリチュアル界のドン」と呼ばれた 。現在精神世界・スピリチュアル系で主流となっているブース出展型イベントを最初に始めたのは船井であり、1994年から船井総合研究所の主催で、スピリチュアル系イベント「船井オープンワールド（フナイ・オープン・ワールド）」を開催した。そこで紹介された商品には、「活性酸素を抑制する健康食品」「波動エネルギーで食べ物本来の味を引き出す食器」「はめるだけで正しい呼吸法ができるようになる指輪」「生命の水を生む浄化石」「酵素ドリンク」「気の流れを正常化させる機械」「ゼロ磁場にある温泉宿」など、今でも健康食費や機器に使われている理論が目立つ。伊藤耕一郎は、この「船井オープンワールド」開催をもって「精神世界市場」の概観ができあがったとしている。
2003年、70才になったのを機に船井総合研究所の代表取締役を退任。これに伴い、2003年からは船井個人の責任の元、船井本社、船井メディア、本物研究所、船井本舗などの船井直轄の諸会社からなる船井幸雄グループを主催者として「船井幸雄オープンワールド」の名称で開催した。「船井オープンワールド」「船井幸雄オープンワールド」等の活動で多くのスピリチュアル系の人材を輩出し、スピリチュアル系の一大派閥を形成した。「船井幸雄オープンワールド」では、船井が勧めたいもの、紹介したい人が揃えられ、高輪プリンスホテルに千人を超す参加者が集まり、新しい経営ノウハウを含めた学習が行われていた。船井の思想は、年に数冊出版される書籍や様々な講演会、船井オープンワールドを通して広められていった。朝日新聞は、船井の読者を「『信者』とも呼ばれる堅い読者」と評している。
1996年には月刊誌「Evah（エヴァ）」（サンマーク出版）が刊行され（四日市大学の寺石悦章は、船井編集の雑誌ではないが、タイトルからも背後に船井がいたことは間違いがないと述べている）、健康食や自然食、環境問題、統合医療、転生、神話の復活、予言、ニューサイエンス、瞑想、ヒーリング、潜在意識、ポジティブシンキング、気、汎神論、精霊、ニューエイジ音楽、幽体離脱、ルドルフ・シュタイナー、右脳とユングの理論を関連付けた脳理論、進化論などのテーマを扱い、様々な人物や商品を紹介し、「船井オープンワールド」を宣伝した。
2009年からは、それまで開催していた本物研究会、直感力研究会、TOP塾を統合し、会員制非公開の勉強会・懇親会「船井塾」を毎月開催した。「舩井メールクラブ」によると、2011年の東日本大震災以降、急激に船井への注目が集まったという。生涯にわたり出版された著書は、単行本の文庫化や新装版までカウントすると、400冊を越える。
2014年1月19日、肺炎のため死去。81歳没。舩井は、様々なスピリチュアルや波動、EM菌などの疑似科学の支援者で、それらで病気も治るとしてきたが、亡くなる数日前に書いた最後のブログには、スピリチュアルを否定するような内容が書かれていた。
舩井の死後、スピリチュアル的な活動は、船井の息子で株式会社船井本社社長の舩井勝仁が引き継いだ。舩井の設立した「にんげんクラブ」は、現在も多くの会員を抱え、根強い支持者がいる。

### 船井が後押しした人物・理論・商品等
『脳内革命　脳から出るホルモンが生き方を変える』（サンマーク出版、1995年）の著者春山茂雄、EM菌を開発した比嘉照夫、地球村代表の高木善之、波動理論の提唱者で『水からの伝言』の著者江本勝、右脳開発の七田眞などが「船井ファミリー」と言われており、船井は、エクサピーコ、EM菌、脳内革命、右脳開発法、波動理論、未来の記憶などのオカルト・スピリチュアル系・疑似科学のブームの火付け役となった。船井自身、1996年の『エヴァへの道―地に足をつけ、ゆったりと、21世紀に向かおう』（PHP研究所）で「私には案外、広報、宣伝力というか情報発信力があるようです。それだけに時々、これは本物だと思いますと、世の中に向けまして強力に情報発信をしたくなります。また、その効果には、われながらびっくりしてしまいます」と、意識して人や商品のPRを行っていること、その影響力の大きさの自覚を語っており、1992-1993年に比嘉とEM菌、1994-1995年には春山茂雄と「脳内モルヒネ」「プラス発想健康法」、1995年-1996年には佐藤一男と「イオン・セラミックス」、形態波動エネルギー研究家・チャネラーの足立育朗、環境活動家の高木善之、1996年からは飯田史彦の生まれ変わりに関する論文、七田眞の右脳開発法を強くPRしており、その理由として「ともに『エヴァの時代』への顕著な動きの一つととらえたからです」と語っている。

#### 自己啓発、脳内革命
1991年に船井総合研究所は、船井の著作を多数刊行していた出版社のビジネス社の全株式を取得し、連結子会社とした（2011年に全株式を譲渡）。船井の後押しでベストセラー本となったオカルト・スピリチュアル系・疑似科学の本も少なくなく、西田健は、サンマーク出版の関係者によると、『脳内革命　脳から出るホルモンが生き方を変える』の企画は、船井自身が出版社に持ち込んだと述べており、朝日新聞は、ベストセラーには仕掛けが大切だが、『脳内革命』の場合はそれが船井だったと指摘している。船井は出版前から自著で春山を自分の読者に紹介し、出版直後には全国紙の全面広告で春山と対談し、「自分が唱えてきたプラス思想が医学的にも正しいことを証明した」と、春山を賞賛した。国立福島大学経済学部助教授・経営学者で「生まれ変わり」論者の飯田史彦の『生きがいの創造―“生まれ変わりの科学”が人生を変える』（PHP研究所、1996年。船井がPRしていた論文を発展させた著作）を推薦文を書くなどして後押しし、「生まれ変わり」ブームに火をつけた。また2007年に、ハワイの伝統から考案された、4つのマントラを唱えて自己を癒す実践ホ・オポノポノ（SITH＝Self I-dentity Through Ho'oponopono）の指導者イハレアカラ・ヒューレンと面談し、2008年に船井の雑誌『ザ・フナイ』（ビジネス社）に対談を掲載し、船井の公式サイトでも推奨する等、ホ・オポノポノ（SITH）の日本での普及を後押しした。

#### スピリチュアル
月刊誌「Evah（エヴァ）」では、春山茂雄やニューエイジ関連書籍の翻訳家山川紘矢・山川亜希子、『神々の指紋』のグラハム・ハンコック、形態波動エネルギー研究家・チャネラーの足立育朗、エコロジストの高木善之、飯田史彦などが執筆・対談していた。
船井は、「聖書の暗号」を解読すると、「船井幸雄という人は“本物”と“びっくり”を世の中に知らせる」と書かれているらしいと考えており、「本物」「びっくり現象」を教えてくれた人物として特に5名上げて賞賛しているが、その中に、病気や痛みを治す、水や酒の味を変える、野菜大きく育てるなどが可能な「ハンド・パワー（手かざし）」が習得できるという70万円の高額セミナーを企画・開催する「株式会社アースハート」（本社・福岡）代表で、船井の直感力研究会メンバー、「舩井メールクラブ」執筆者の野中邦子がいる。多くの人が高額のセミナー代をだまし取られて社会問題化し、アースハート被害弁護団が結成され、セミナー料の返金を求める集団訴訟が行われている。野中邦子らアースハート関係者は、宗教法人を悪用した脱税で逮捕されている、2021年時点で、アースハートの後続団体とみられる一般社団法人セントマザーが活動しており、2021年にアースハート・セントマザー両社に対して被害者らが損害賠償を求め提訴している。
船井塾では、経済予測の専門家として、副島隆彦、朝倉慶、藤原直哉、社会変化予測専門家として、日月神示の教えを説く中矢伸一、「世界の動きについての本当の情報をもたらす専門家」として、超常現象研究家の飛鳥昭雄、陰謀論者のベンジャミン・フルフォード（古歩道ベンジャミン）、太田龍などを講師に招いていた。

#### 陰謀論
自衛官の池田整治による陰謀論本『マインドコントロール 日本人を騙し続ける支配者の真実』（ビジネス社、2009年）の出版を後押した。本書は船井総合研究所の連結子会社のビジネス社から出版されている。
また、人工地震や爬虫類宇宙人陰謀論、ユダヤ陰謀論を唱える太田龍と対談本『日本人が知らない「人類支配者」の正体』（ビジネス社、2007年）を出版するなど、舩井の超科学を求める姿勢は、陰謀論が主張する「闇の勢力（ディープステート）が陰謀に利用する超技術」と一緒になっていた。

#### EM菌
船井が気に入って「ほんもの」だと取り上げたことから、世間での認知に拍車をかけた（船井は著作で、1992-1993年に比嘉やEMについて盛んに書いたり語ったりして、意識的にPRを行ったと書いている）。

## 名字
息子の舩井勝仁によると、戸籍上は「舩井幸雄」であるが、本人は1998年までそれを知らなかったという。戸籍の名字を知った船井幸雄が船井と舩井の違いを調べたところ、舩井は認められた高貴な人しか使えない名前だとわかったため、使命をきちんと果たすために舩井姓を使うようになったという。

## 思想

### 経営コンサルティング
経営コンサルティングの手法としては『地域一番店戦略』が有名。これは、1970年代に渥美俊一が唱えた『チェーンストア理論』の対局を為す小売戦略として、多くの地域小売業者に支持された。当時は小売業のコンサルタントとして、「東の渥美・西の船井」と云われていた。
丸井会長の青井忠雄、伊勢丹出身で松屋と東武百貨店を再建した山中鏆、そごう元会長水島廣雄と昵懇で、会合を定期的に開いていた。東武百貨店が東洋一の百貨店を池袋にリニューアルオープンした際の戦略も、地域一番店戦略がベースとなっている。そごうも影響を受けた。
また、船井総合研究所3代目代表取締役社長の小山政彦は、船井の決断力を評価し「歩く即断力」と形容している。
船井は、「経営者業は意思決定業」であると考えており、経営者は、会社全体の運命が左右される重い決断を孤独に行わなければならないが、これは容易なものではなく、「神様（？）」に相談に行きがちになるため、船井はそのことを理解するがゆえに、「神様のプロ（？）」になったのだという。船井の思想は、小売業に強いと言われる船井総合研究所のコンサルティング業務を通じても、様々な人に伝えられた。

#### 顧問先のイヤシロチ化
1960年頃に楢崎皐月の著作もしくは彼の業績を紹介する情報に触れ、彼の「イヤシロチ（弥盛地）」「ケガレチ（気枯地）」という考えを知り、気分がよくなる土地はイヤシロチ、気分が悪くなる土地はケガレチであり、イヤシロチでない土地をイヤシロチに変える「イヤシロチ化」が可能と考え、顧問先の業績向上のために、1973年頃から店舗やメーカーのイヤシロチ化を試みるようになった。船井は顧問先のイヤシロチ化で効果を実感し、イヤシロチと業績に相関関係があるという確信を深めた。

### ビジネス書
ビジネス書は元々経済・経営書が中心だったが、バブル崩壊後、1990年代半ば頃から状況が変わり、船井が企画を出版社に持ち込んだという春山茂雄『脳内革命　脳から出るホルモンが生き方を変える』（サンマーク出版、1995年）が大ヒットしたことで、船井幸雄『百匹目の猿　「思い」が世界を変える』（サンマーク出版、1996年）、七田眞『超右脳革命　人生が思いどおりになる成功法則』（総合法令出版、1996年）といった関連書籍がビジネス書として出版された。牧野智和によると、ここから、経済や経営について学ぶのではなく、「自分を変える」ことを主目的とした本がビジネス部門のランキングに登場するようになった。
牧野智和は、『脳内革命』の出版された1995年は、阪神・淡路大震災と地下鉄サリン事件が起こった年で、被災者の「心のケア」や、オウム真理教が用いたという「洗脳」「マインドコントロール」の技術が盛んに報道されたことで、人間の「心」への注目が社会的に高まっていた背景を指摘している。

### スピリチュアル
徹底したプラス思考（ポジティブ・シンキング）、自己改革、「エゴからエヴァ（一体化）へ」、現世は悪いカルマを清算する場である、人や物から波動が発せられている、「アセンション（次元上昇）」、オカルト・スピリチュアル系の思想を繰り返し著作で主張し、混迷する不況の時代に大きな支持を受けた。成功哲学は、特に中小企業の社長やビジネスマンから熱く支持されており、大企業の経営者や有名人にも支持者がいた。
朝日新聞ジャーナリスト学校主任研究員の磯村健太郎は、船井の自己啓発書・ビジネス書には「カルマの法則」「宇宙エネルギー」などのニューエイジ的な思想が多く含まれていると述べている。
最初にオカルト・スピリチュアル思想を出した『包みこみの発想―船井幸雄の人間学』（1979年）では、エドガー・ケイシーのリーディング、スウェーデンボルグの霊界体験、退行催眠で生じたブライディ・マーフィーという人格の存在、ノストラダムスの予言、レイモンド・ムーディーの臨死体験、イアン・スティーヴンソンの前世記憶などを「生まれ変わり」（転生）の「根拠」として示した（これが生まれ変わりの根拠になるかどうかはともかく、船井は根拠として提示している）。四日市大学の寺石悦章は、この本は実践編（1-10章）と原理編（11-12章）に分かれており、原理編の内容から実践編の様々な実践が導かれるはずであるが、12章の「生まれ変わり」の内容だけが他から明らかに浮いており、「生まれ変わりがある」だから、世のため、人のために努力して生きよう、という結論は、論理が飛躍しており、「オカルト」という批判をむしろ強めたのではないか、と指摘している。当初は、生まれ変わりの理論と、どのように生きるべきかという人生論をつなぐ論理はなく、徐々に様々な理論が付け足され、補足されていった。
現世利益を求める成功哲学と「真実に気付いて世界の変革を起こそう」といったスピリチュアルな啓蒙思想が同居しており、ビジネス系の成功哲学でもスピリチュアル思想が隠さず唱えられている。

#### 会社宗教
船井幸雄は、家の宗教と類似の機能を果たす「会社宗教」を展開し、同じく会社宗教を実践した松下幸之助の思想には共通点が多い。船井の著作は、松下が創設したPHP研究所から多く出版されている。

#### 脳
ポール・D・マクリーンの三位一体脳（三重脳）仮説に基づき、人間の脳は長い生物進化の歴史を内蔵しおり、生物進化の過程で順番に発達した脳幹（約2億年前の爬虫類の時代に完成した爬虫類型の脳）、大脳辺縁系（約1億5000万年前に完成した原始哺乳類型の脳）、大脳新皮質（新哺乳類型の脳）で構成されていると主張し、それぞれ進化の段階で派生した独自の機能があると考えた。脳幹はテレパシーを媒介し、大脳辺系はイメージを媒介し、大脳新皮質の左脳は言語を媒介し、右脳には下位脳に通じる回路が開けており、左脳は努力的・意識的であり、理論性の頭、右脳は無意識に通じる感性の頭と考えた。右脳の感覚を研ぎ澄ませ、オーラ視などを行って波動を感じる能力を高めると、超感覚的知覚、サイキック能力といった常識を超えた潜在能力が現れるが、これは右脳側、正確には間脳を経て右脳に出てくる能力であり、人間は間脳を通して宇宙意識とエネルギーに直結していて、それと一体になることで奇跡を実現することができるとした。イメージトレーニングで右脳のイメージ力を鍛え、変性意識状態に入り、イメージが見えるようになると、宇宙の全ての情報があるという宇宙のデータバンク「アカシックレコード」を利用することも可能になるとしている。イメージトレーニングでは光を見る暗示が大切で、宇宙意識は愛であり万物の進化を促す光であるため、このトレーニングで、超時空的事象を把握する感覚体系とつながる機能を持つ松果体を目覚めさせることができ、新しい感覚回路が開き、宇宙意識とつながるのだという。無意識を活用すれば、人は超記憶などの超人的な力を発揮できるとしている。
「人間の脳は天体の運行に支配され、宇宙の一部としてすべての波動にシンクロナイズ（同調）する働きを持っています。宇宙エネルギー転換装置としての大脳の働きを人間ならだれでも持っているのです。」という。

#### 直感力
直感力は、宇宙意識ないし超意識に潜在意識を没入させ、一体化することで得られると主張し、直感力を得るための実践方法として瞑想を推奨し、様々なスピリチュアルな商品を紹介した。

#### 宇宙意識・転生・霊的進化
船井が説く「心」は精神世界・ニューエイジ的な「宇宙意識」と結びついたものであり、人間は個を超えたトランスパーソナルなものであり、人間の本質は肉体ではなく魂にあり、肉体の死は意識の死ではなく、魂は不死で肉体は乗り物であり、意識は永遠であるとし、人間は死ぬと転生するとした。
『完結編・船井幸雄の人間の研究』（1992年）で、より高度な生命体が「神」、さらに高度な生命体が「創造主」であり、人間は進化してやがて神になり、創造主と一体化すると説いた。

#### 意識革命・アセンション・終末論
転生を繰り返す人生の目的は魂の成長（霊的進化）であると考えた。宗教学者の大田俊寛は、「意識革命を達成した人間、霊的に進化した人間が、ビジネスや政治や文化において先導者になるべきだ」というのが、船井の根本的な人間観であると述べいる。
芋を洗う猿が一定数を超えると種全体に意識の変化が起こり、離れた場所の猿も芋を洗うようになるという、「意識進化」の理論の実例としてよく上げられる百匹目の猿という逸話（実話ではなく創作）を例に、一部の進んだ人間に意識変革が起こると、地球全体の精神レベルを上げることができると説いた。
船井は、1994年の『未来へのヒント』で、地球は第3レベルの星から第4レベルの星に移行期であると主張している。船井によると、アセンションとは「「近い将来、地球と地球人類の位相が現在の三次元から上位の次元に移る」ということである。2012年に霊的に進化した人々が「アセンション（次元上昇）」し、物質に囚われた人々は淘汰されるという2012年終末論を支持し、「「エゴ」的社会から脱皮し、「エヴァ」的社会にならないと、人類の将来はないだろう」と語り、終末論に基づく救済観、千年王国論を展開し、エマヌエル・スウェーデンボルグ、ヘレナ・P・ブラヴァツキー、出口なお、出口王仁三郎、エドガー・ケイシー、モーリス・バーバネル、バーバラー・マシニアックなどのオカルティスト・霊能者・新宗教の開祖・霊媒も同様に説いていると述べている。
船井は、エゴ・エヴァという言葉は、形態波動エネルギー研究所所長・チャネラーの足立育朗が「宇宙のすぐれた知的存在」から教わった宇宙語で、そこから借用したものであり、エヴァは、ある惑星の住民の集合意識が「愛」「調和」「互恵」を生き方の基調としている社会のことで、エゴは、集合意識が「エゴ」「対立」「競争」をベースとしている社会のことであるとしている。
船井は、世の中が創造主、サムシング・グレートの意志である天の理に従って激変中であることの証拠として、科学的に説明できない現象を集め、これを「びっくり現象」と呼び、熱心に紹介し、これまでの常識は通用しなくなると説いた。
新しい時代、未来への処方箋として、キューバの有機農業、亀岡市に暮らす大本の信者の生活、船井が画期的な新しい発電方法と考えた磁力回転装置、マイナスイオン化した水素原子を大量に含む水「マイクロハイドリン」、酸化還元電位の低い塩「黄松竹」、右脳開発などを推奨した

#### 創造主/サムシング・グレート
創造主、「サムシング・グレート」というような存在があるようだと述べており、創造主は効率的な「世の中」を創っており、この世に無駄なものはなく、良心・知性、理性、感性を持つ人間は特に重要な使命と役割を与えられて創られたと考えた。人間は、人間性を高めるため、サムシング・グレートの波動に自分の波動を近づけ、サムシング・グレートの思いに自分の思いを近づけるために生まれてきたのだとしている。人間性を高めることで、波動のレベル、思いのレベルを高ることができるのだという。
船井によると、創造主を意味する「サムシング・グレート」という言葉は、船井の友人で遺伝子研究者の村上和雄（筑波大学名誉教授）が命名した呼び名であり、村上は著作で度々「サムシング・グレート」について言及している。

#### 天の理（天地自然の理）
天地自然の理（のちに天の理として、地の理と分けられた）とは、 1986年の『上に立つ者の人間学―成功への生き方・考え方とは何か』で示された教えで、この世の法則、ルールであり、これは創造主が作り、運用しているという。人間は、この法則に沿って行動すれば「つく」（運が良い）し、かなわない行いをすれば「つかない」（運が悪い）とされる。
この理論の根拠は、予言者を名乗るスイス人のドアルド・ビリー・マイヤーが「何億年も前に誕生した意識生命体であり、それは進化に進化を重ね、いまは創造主のレベルにかなり近づいた。われわれがいう神の段階でも、はるかに上の方の神に属する意識体である」とされる「アラハト・アテルサタ」からチャネリングで得た情報という書籍『アラハト・アテルサタ 上・下』（1990年、FIGU日本）である。
船井は徐々に、高度な生命体からとされる情報と、それを伝えるというチャネラーを重視していくようになった。
『完結編・船井幸雄の人間の研究』（1992年）では、「地の理」は「思いの力に制約がある、なるべく分ける（プラスとマイナス、陰と陽、男と女など）、レベルがある（人・動物・植物）、カルマや因果の理があり、一方天の理は、「思いの力が無制約、分けない、カルマや因果の理がない」とされ、この2つの理のずれが、様々な問題を生じさせているのだという。現代は地の理から天の理への大変革の時代で、世の中は大きく変わり、良くなるとされるが、同書ではなぜ地の理から天の理へ変わるのかという理由は説明されていない。

#### 地の理（地球の理）
地の理（地球の理）は、エゴと競争原理で動く理であるとされる。資本主義と共産主義を生み、両者の対立によって、エゴ中心の社会システムが発展した。共産主義は崩壊したが、それはエゴの肥大化による内部崩壊であり、資本主義が勝利したわけではなく、資本主義はIT革命で躍進したが、2011年のアメリカ同時多発テロ事件以降、対テロ戦争が激化し、戦争の道に進んでいる。「宇宙（サムシング・グレート）の意志」「天の理」は、資本主義を終焉させ、ハードランディングさせなければいけないと考えているようだ。その事態を避ける唯一の方法は、エゴの発想や競争原理を捨て、資本主義に見切りをつけ、意識を高めて「優良異星人」に近づき、「自然の摂理」に適った、全てのものが調和する「共生共助」を実現し、資本主義をソフトランディングさせることであるという。
「右脳がひらいた人」は、「エゴがなく、他人を信じて、優しい心で共生していくことができる」ようなので、右脳を開発し、右脳人間を増やすことで、たとえ資本主義をソフトランディングさせることができず、壊滅的な終焉を迎えても、資本主義に替わる新しい社会システムを作ることができるとしている。

#### 本物
『完結編・船井幸雄の人間の研究』（1992年）では、天の理に従ったものが「本物」であるとされ、本物のコツ（以前は「上等のコツ」と呼ばれていた）や、船井が本物志向と考える商品を紹介している。本書以降、「本物」というキーワードが頻繁に使われている。船井は、「本物」かそうでないかは、自分の周辺の土地、家屋、家電、食べ物、使用するもの等、なんでもO-リングテストによって判別できるとしている。
船井は特に「本物の技術」という言葉をよく使うが、これは「蘇生型技術」のことなのだという。

#### 蘇生化
『未来へのヒント』（1994年）では、世の中には「蘇生化」と「崩壊化」という2つの方向があり、「天の理に従うこと」が「蘇生化」であると説明され、環境問題に関心を持つようになると、「蘇生化の方向に向かわせるもの」として、天の理に従った「本物」をより重視するようになっていった。
科学技術とは「世の中が酸化し腐敗し、エントロピーが増大するような」「崩壊型技術」と、「抗酸化力を強め、免疫力を強化し、自然に還元し、エントロピーを減少させる」「蘇生型技術」があり、近代科学技術のほとんどが崩壊型技術であり、そのため環境破壊の問題が起こるのだという。蘇生型技術は地球環境と人類存続のために必須のものなのだという。
あらゆるものが蘇生化することが望ましく、蘇生化させる土地、本物の土地がイヤシロチなのだとしている。

#### イヤシロチ論（聖地論）
船井は顧問先のイヤシロチ化に手ごたえを感じ、1985年頃から本格的に研究するようになった。船井は、講演や仕事で全国各地に出かけることが多く、そのついでに全国のイヤシロチと彼が考える場所を訪問し、それを月刊誌「フナイ・メディア」等で紹介した。2004年、2005年にはイヤシロチ論を書籍にまとめ、「癒しの土地」であるイヤシロチとして、沖縄県の宮古島や、猿の芋洗いで有名になった宮崎県の幸島、石川県の白山比咩神社、富士山などを紹介し、船井メディア主催でイヤシロチ訪問ツアーを開催し、DVDやイヤシロチを冠した商品を販売した。船井は、イヤシロチとは人間の心や魂の癒しだけでなく、「万物が蘇生する場所」であるとしている。
イヤシロチ論を最初に唱えた楢崎皐月は、土地の電流の測定という科学的測定で、良い土地、悪い土地を見分けようとしており、船井も判断基準としてマイナスイオン、地磁気、酸化還元電位値の数値を示していたが、体感で分かるようになったとして、さわやかな感じがあり、いつもより体が柔らかくなって深く前屈できることで、見分けられると主張するようになった。
船井は有名な神社や景勝地、自然が豊かな場所だけでなく、船井の自宅や船井の関連会社や、とあるガソリンスタンドや焼き肉店もイヤシロチであるとしており、イヤシロチとされる場所は2つの傾向に分かれている。イヤシロチでない場所をイヤシロチ化すると、庭やペットが生き生きし、農業では収穫物の量・質が向上し、病虫害被害が減少し、肉を保存する冷凍庫の消費電力が削減されて肉質が向上し、金属の錆の発生が減少し、加工機械の耐久が増すといった、動物、植物だけでなく、無生物にまで好影響があると例示している。「イヤシロチ化農法」として、EM菌を使うEM農法、π（パイ）ウォーターを使うFFC農法、電子水を使う電子農法といったものを紹介しており、こうした農法や、農法に不可欠なEM菌、π（パイ）ウォーター、電子水などは、農作物や家畜に限られず好影響を与え、使い続けることで土地がイヤシロチ化すると主張している。また、自宅やオフィスは、活性炭の埋設や、埋設できない場合は炭の活用、電磁波の削減でイヤシロチ化できるとしている。
また、広範囲のイヤシロチ化の手法として、サイ科学者の関英男が自らのグラビトニクス理論をベースに、密教寺院の院主である畠中卓明と共同で開発したという、「動植物に有効な固有の周波数帯域の波動を転写した」というグラビトンセラミックスを用いるグラビトンシステムが有効としており、実際に2002年に奥日光に設置され、土地が蘇生し、イヤシロチ化したと主張している。
このように船井は様々な技術を紹介しているが、一番大切なのは人の思いであり、人々が「よい思い」を抱くことで、土地をイヤシロチ化できるのだとも説いている。最高の思いとはサムシング・グレートの思いであり、人間性を高め、自らの思いを、サムシング・グレートに近づけることの大切さが説かれている。
船井のイヤシロチ論は、イヤシロチ=パワースポットとして、観光案内サイトなどでも引用されている。

#### 波動
『完結編・船井幸雄の人間の研究』（1992年）では、世の中には究極的に、生命素と宇宙エネルギーの2つしか存在せず、宇宙エネルギーだけが波動を持っており、生命素と宇宙エネルギーが結び付いたものが生命体であると説かれた。宇宙は生命体を主体として作られており、生命体は意識と意志を持つという。
波動の性質は、
1. 同じものは引き合う
2. 違うものは反発し合う
3. 自分が出した波動は自分に返ってくる
4. 優位の波動は劣位の波動をコントロールする

この4つだけであるとしている。サムシング・グレート、創造主に近い思いほど優位・上位であり、優位の波動を出せばどんなこともコントロール可能なはずとしている。サムシング・グレートの波動に近づき、自らの中のサムシング・グレートと一体することで、カルマが解消され、地球をより良くすることに貢献できるようになるという。
宇宙は波動に満ちており、波動はすべての情報を伝えるため、右脳を活性化させ、潜在意識（無意識）を活用すれば、宇宙から情報を得ることができるとしている。これを実際に行っていたのが、エドガー・ケイシーのリーディングなのだという。
伊藤耕一郎は、この「波動という言葉ほど曖昧で不透明だが便利な言葉はない」と指摘しており、細かく規定されていない曖昧な言葉で、何となく説明し、読者はなんとなくそんな気になる、という構図になっており、船井らの精神世界の説明や受容にはあいまいさと無秩序が特徴として見られ、それが居心地の良さにつながっているという。

#### ポジティブシンキング
『完結編・船井幸雄の人間の研究』（1992年）で、高度な生命体が持つ意識や意志は、「知的な思い」と呼べるもので、条件さえ叶えば実現すると主張した。
キリスト教の異端的潮流ニューソートの思想家・自己啓発作家ジェームズ・アレンが言うように、思ったことは実現するのだから人はいいことだけ思えばよく（ポジティブシンキング）、イメージし確信を持つことでより実現しやすくなるとしている。
比嘉照夫のEM菌には科学的検証による否定や批判が多かったが、EM菌も人間の意志や意識に応えてくれるようなので、実験者が否定的な思いを抱いている場合効果が出ないのだろう、効果があるという結果とないという結果に分かれるのはそのせいだろう、と批判に反論している。
江本勝の『水からの伝言』の人間の「思い」で変わったという水の結晶や、EM菌が効いたり効かなかったりすることや、百匹目の猿現象やシェルドレイクの仮説も、波動理論で十分に理解できるとしている。

#### 有識者の条件
船井はチャネラーの信頼性の根拠として、有識者の多くがチャネラーによる情報を重視し支持していることを上げている。船井による有識者の条件は次の通りである。
1. 日本経済新聞を購読していること。
2. 精神世界、具体的にはアセンションに興味があること。
3. O-リングテストの存在と、そのノウハウを知っていること[116]。

#### 科学的批判の否定
船井は、自分がPRしたものに対して、反論や批判、中傷が多く寄せられたと述べており、後押ししていた比嘉照夫とEM菌に、科学的検証による反論や否定が行われたことに対して、「経営コンサルタントの最大のノウハウ、いわゆる上手に経営したり、上手に生きるコツは、クライアントの長所ばかりを集めてきて、それらを上手に調和させ、それを伸ばせばよいのです。短所などを見つけても、マイナスになることはありましてもほとんどプラスにはなりません。それだけに批判や欠点の指摘が、どっと飛び込んでくるのには、びっくりしました。また、その中に何かの意図が見えかくれしますから、学者の世界や発明家の世界、さらに農業の世界は、どうしてこんなに世の中の原理が分からないというか、おくれているのだろうと思ったものです。」と、科学的検証による批評・批判の意味や価値を認めず、検証や批判を行うこと自体、マイナスにしかならない荒探しであり、前時代的な行為であると否定している。

#### 予言・陰謀論
マイケル・ドロズニンの『聖書の暗号』によって広まった、ヘブライ語聖書に未来を予言する秘密のメッセージの暗号が隠されているという聖書の暗号の真実性を主張している。船井のプロデュースで聖書の暗号に関する本を出版した伊達巌とイオン・アルゲイン（稲生雅之）を、船井は聖書の暗号の解析の第一人者であるとみなしており、船井は2008年に徳間書店の担当者から、伊達巌による船井について述べられたという暗号解析を見せられ、聖書の暗号を知り、興味を持った。「悪の暗号コード」と「愛の暗号コード」があり、1995年末までは予言は100％的中していたが、以降「愛の暗号コード」の予言が時々外れるようになったとしている。人間が「愛の暗号コード」に従って生きるべきだということは『日月神示』に書かれているという。
「闇の勢力」「闇の権力」と呼ばれる人類の支配者が存在するようだと述べており、最も論理的に検証されている人類史は、爬虫類人類による陰謀論を唱えた太田龍によるもので、『聖書の暗号』とも一致すると述べている。
泉パウロが著作で主張する通り、東日本大震災は明らかに他国による人工の攻撃であり、3月20日ころまでに東京を壊滅させようと目論んでいたとし、このような本が出ていることを多くの日本人に知らせ、読んでほしいと語っている。

#### 重視・評価する人物
1973-35年頃から精神世界を勉強するようになり、生きたまま霊界に行ったというエマヌエル・スウェーデンボルグ、大本教の教祖の出口王仁三郎、前世記憶のイアン・スティーヴンソン、ニューエイジで人気だった霊視者のエドガー・ケイシーを紹介したジナ・サーミナラ『超能力の秘密』、死にゆく人々の心理を研究したエリザベス・キューブラー・ロスの『死ぬ瞬間』、臨死体験・死後世界のレイモンド・ムーディ、マイクル・セイボム、転生のジョエル・ホイットマン、サイ・ババの奇蹟を紹介したエルレンドゥール・ハラルドソン、実話として出版されたベアード・T・スポールディングの『ヒマラヤ聖者の生活探究』といったの本を読んで関心を深めた。
ニューソート思想家のジェームズ・アレンを高く評価し、デール・カーネギー、ナポレオン・ヒルなど自己啓発・成功哲学の教祖的人物のほとんど全てに影響を与え、現代日本人には多かれ少なかれ彼の影響があると述べている。
船井は、スウェーデンボルグ、ケイシー、出口王仁三郎、山崎弁栄、岡潔を、真理を語った超人とみなしている。加えてイアン・スティーヴンソン、ブライディ・マーフィー（退行催眠をかけられた女性の前世とされた架空の人物）、政木和三、マイケル・ドロズニンの『聖書の暗号』、岡本天明の『日月神示』を高く評価し、「信用できる」と評している。
船井は、1990年頃から自分の元に「本物」が集まりだし、「びっくり現象」も続出するようになったとしており、特にこれらを教えてくれた人物として、「ハンド・パワー（手かざし）」セミナーの企画・開催を行うアースハート代表の野中邦子、生体エネルギーシステムを提唱する在野の農業研究者で生体エネルギー研究所代表の佐藤政二、「氣代謝」を提唱する化粧品会社BMD代表の近藤和子、波動研究者・七沢研究所代表の七沢賢治、「気導術」という手技療法を行う日本気導術学会代表の鈴木眞之を上げており、「彼らは常識的に言いますと、奇跡といっていいことを数々おこしました。しかも再現性があり、だれでも少し真剣に学び、訓練すると、その奇跡を実現することができるのだから驚きます。これらの人たちの奇跡をまとめ、私なりに「波動の法則」を確立しました。」と波動の法則の成り立ちを説明している。
佐藤政二、近藤和子、神坂新太（koro先生。死んだ動物も生き返るし、ふつうの地震なら止められるという発明家）には驚かされ続けたが「これらは事実ですから、発表してもよいと思います。」と述べている。

#### 自己評価
船井は、人からよく「神がかっている」「オカルト的だ」「宗教的であって非科学的だ」と批判されるが、そう言った評価は適切なものではないと反論しており、自説は非合理な信仰をそのまま説く宗教とは異なるもので、合理性を重んじるスピリチュアリティなのだと主張している。船井は、ヨーガや健康法の先駆者の中村天風を論理的な人間だと考えており、自分は中村と同じように論理的な人間なのだと主張している。自分は直感力が優れているほうだが、意味を論理的に納得するまで納得せず、あまり人には話さないのだという。自分は宗教家ではなく、他者の意見や忠告は素直に聞くが、他者に意思決定をしてもらうことはなく、「どんなことも現実的に客観的に判断する人間」で、特に「占い」や「オカルト」とはこの点で全く無縁の人間なのだと自己評価している。
自身については、「第3者が99.9％以上信用できると判断していること以外は、ふつうの人にとって、（1）常識外れのこと、（2）目に見えないこと、（3）耳にきこえないこと　は言ったり、書いたりしないこと」ということを守ってきた、ただし「絶対信用できると思えることは別」で、「フシギなこと、びっくりする事実を話したり書いたりするのはいいこと」であり、船井とっては「日月神示」や「聖書の暗号」、佐藤政二、近藤和子、神坂新太の主張のようなものは信頼できるため言ってもかまわない、としている。
亡くなる直前の2014年1月6日に自身サイトの記事でも、「いまの世の中は、スピリチュアルなこととか食とか遊びなど、どうでもいいことに浮かれている人に、かなり焦点が当っています。一度そのようなどうでもいいことは忘れ、現実人間にもどってほしいのです。そうしますと、「あっ」と、びっくりするほど、自分のしていたムダに気づくでしょう。間違いも分ると思います。」「いまさらスピリチュアルやおいしいものに夢中になるという時ではありません。ぜひ生きるのに必要なことに今年は全力投球をしてください。」と、スピリチュアル否定・オカルト否定的とも読めることを語っていた。「本当のことを実感として知り、それの可否を調べることだと思います。マスメディアの発言は半分は問題外にしてください。それよりも自分の感覚でつかんで、調べ、そして本当のことを知ってほしいのです。現実に地に足をつけて考えてほしいのです。」と述べているが、同じ記事で、世界文明の起源は日本であり、 大国主神・神武天皇・イエス・キリストが同一人物だと主張するトンデモ本を推薦しており、船井の言う「論理的」「現実的」「客観的」等の意味は判然としない。

## 宮古空港のフナイマーク広場
宮古島の宮古空港には、「フナイマーク」という図形が地面に描かれた「フナイマーク広場」があり、広場の説明文には船井が夢で見た図形であると書かれている。「ザ・フナイ」副編集長の船井かおり（船井本社広報、船井の孫）は、フナイマークとはエヴァマークで、船井が「蘇生効果のある図形」として開発したものだと説明している。

## 批評
宗教学者の島薗進は、現代日本の新しい経営戦略の中で、精神世界的なものが「希望の提供者」として存在を強めており、日本におけるこうした「成功のスピリチュアリティ」の先駆者が船井であり、日本の新霊性文化（ニューエイジ・精神世界文化）で際立った足跡を残しているとして、自著で取り上げている。
宗教学者の櫻井義秀は、島薗の肯定的な評価に疑念を示しており、船井オープンワールドは「船井（幸雄）のいいもの、ほんものを世に出したいという意図はどうであれ、実際に出店している事業者には法律で認められていない医業類似行為（波動療法、いやしの地等）やマルチ商法的ビジネス従事者が少なくない。斉藤貴男の『カルト資本主義』扱いが相当ではないかと考える。」と評している。
哲学者で国際日本文化研究センター所属の森岡正博は、船井と『脳内革命』の春山茂雄に共通する「わたしが変われば世界が変わる」というとらえ方は、1980年代のニューエイジ、ニューサイエンスと同じもので、市民レベルで行われていたものが、1990年代には企業世界に導入され、もう一度繰り返されているようであると評している。
牧師・著作家の尾形守は、船井を当時（1997年）の日本のニューエイジの潮流の指導者、ニューエイジのスポークスマンと目している。雑誌「Evah」が健康食や自然食、医療、科学、環境問題などを取り扱い、一見ニューエイジ雑誌に見えないような編集であることを指摘し、布教を行う地域色に合わせて科学色、教育色、ビジネス色、宗教色とマーケティング手法を変える超越瞑想との類似が見られるとし（船井は超越瞑想の実践者・支持者であり、尾形によると、船井は超越瞑想普及団体の日本支部マハリシ総合研究所に深い関わりがある）、船井のニューエイジ思想普及の手法への影響があるのではないかと述べている。キリスト教徒の立場から、船井、春山らが牽引する一見そう見えないニューエイジ・ムーブメントへの警戒を促している。
物理学者の菊池誠 (大阪大学)は、「科学であるかのように装ってはいるが、実は科学とはよべないもの」を「ニセ科学」と呼び、なぜ受け入れられるかの考察を行い、「科学的意匠とそれにも関わらず敷居が低いこと」「分かりやすさ：二分法などの思い切った割り切りかた。プラスはよくて、マイナスは悪い。数値が大きいほどよい。など。」「波動に関しては、『波動測定器』のアイデアが秀逸。あらゆる問題に対して一個の数字で答えてくれる（しかも、単位なし）」「願望充足。信じたいと思うことを提示してくれる」「論文は書かなくても本は書く」の5つを挙げた。「願望充足」について、「一部の人たちにとっては、『信じたい』と『信じる』がほぼイコールなのではないか。特にいわゆる船井系（船井幸雄氏が支持するもの。波動・EMなど）を受け入れる人たちには（船井氏自身も含め）そのような傾向が強いと思える。」と分析した。
と学会『トンデモ本の世界T』（太田出版、2004年）で、船井の『船井幸雄の「直感力」の研究―いかに人間性を高め、すばらしい未来を創るか』（PHP研究所、1993年）が取り上げられている。
陰謀論や悪徳商法などを調査するライターの雨宮純は、著書『あなたを陰謀論者にする言葉』の1章を「舩井幸雄が広めたビジネス系スピリチュアル」の解説にあて、舩井を「スピリチュアルを自己啓発に活用した中心人物」と紹介している。そして、舩井が現在の科学を超越しているような「本物」商品として広めた波動理論やEM、イヤシロチなどの商品や理論の広がりを解説している。
宗教学者の島田裕巳は、船井が果たしていた疑似科学に「お墨付き」を与える権威としての役割を、安倍昭恵が引き継いでいると指摘する。昭恵夫人は、船井総研の機関誌に文章を寄稿しており、「船井フォーラム」にも参加している。
教育学者の左巻健男は、専門のマーケティング論を活用してニセ科学を普及させたと批判し、著書『暮らしのなかのニセ科学』で船井が著書で紹介したそのマーケティング手法を紹介した。舩井は人を「先覚者」「素直な人」「普通の人」「抵抗者」の4つのタイプに分け、「抵抗者（10%弱）」は無視して、すぐに信じて飛びつく「先覚者（2%位）」に「素直な人（20%）」を同調させ、「普通の人（70%弱）」が追随することでブームを起こす手法を用いている。左巻は、そのような手法によりニセ科学を活用する商売人たちに引っかかると、「無駄なお金や時間が浪費される」「善意が虚しい活動に消費される」「治る病気も治らない、悪化する」などの大きなマイナスがあることを指摘し、「科学でわかっていないことも膨大にあるが、わかってきたことも膨大にあり、そういった真実の基盤でものを考えることができることが必要でしょう」と述べている。

## 書籍

### 主な著書
- 『繊維業界革命 : メーカー・問屋・小売店がかかえる問題店』ビジネス社、1969年8月31日。
- 『ファッション経営戦略』〈講座リテイル・マネジメント〉、ビジネス社、1970年12月20日。
- 『小売業革命 : 時流適応の商圏戦略』ビジネス社、1972年1月5日。
- 『変身商法―儲けつづけるための常識革命〈ニュー・ライフブック〉』 ビジネス社 1972年
- 『組織体運営はトップ１人のリーダーシップで決まる』ビジネス社 1977年2月 ISBN 978-4828416533
- 『包みこみの発想―船井幸雄の人間学』ビジネス社 1979年7月 ISBN 978-4828400778
- 『船井幸雄の人間の研究―人生のコツ・経営のコツとは何か』PHP研究所 1983年3月 ISBN 978-4569528991
- 『上に立つ者の人間学―成功への生き方・考え方とは何か』PHP研究所 1986年10月 ISBN 978-4569533445
- 『ビジネスに活かす直感力の研究』（ウィリアム・H・カウツとの共著） 1987年8月  PHP研究所 ISBN 978-4569220673
- 『ビジネス未来論―マインド・フロンティア5人の提言』（瓜谷侑広 編、	稲盛和夫、船井幸雄、瓜谷侑広、石川光男、三村寛子 著）たま出版 1987年11月 ISBN 978-4884811808
- 『船井幸雄の実践経営道場―人を活かし組織を伸ばす25のQ&A 』PHP研究所 1988年11月 ISBN 978-4569223735
- 『超人鼎談 気の人間 気の人生 気の経営』 〈21世紀ビジネス〉（本山博、青木宏之との対談） 東経1992年2月 ISBN 978-4492086100
- 『完結編・船井幸雄の人間の研究―二十一世紀は本物の時代』PHP研究所 1992年8月 ISBN 978-4569537115
- 『船井流競争法―勝者の条件』ビジネス社 1992年9月 ISBN 978-4828400730
- 『船井幸雄の「直感力」の研究―いかに人間性を高め、すばらしい未来を創るか』 PHP研究所 1993年4月 ISBN 978-4569539706
- 『「ツキ」を呼び込む自己改造法』経済界 1993年9月 ISBN 978-4766781007
- 『未来へのヒント―21世紀、地球と人類はこうなる』サンマーク出版 1994年3月 ISBN 978-4763191052
- 『本物の世紀―パラダイムが変わる・人間が変わる（渡部昇一、比嘉照夫との共著）PHP研究所 1994年6月 ISBN 978-4569543574
- 『「本物の時代」が始まる!―すばらしい二十一世紀へのきめて 〈New Paradigm Books THE FUNAI〉』ビジネス社 1995年4月 978-4828406060
- 『「地球村」に生きる!―美しい地球を子どもたちへ 〈New Paradigm Books THE FUNAI〉』（高木善之との共著）ビジネス社 1995年5月 ISBN 978-4828406145
- 『エゴからエヴァへ―地球が変わる・人類が変わる』 PHP研究所 1995年10月 ISBN 978-4569549279
- 『レベル4の惑星―船井幸雄とエヴァの達人 〈New paradigm books the Funai〉』ビジネス社 1995年11月 ISBN 978-4828406480
- 『百匹目の猿―「思い」が世界を変える』サンマーク出版 1996年6月 ISBN 978-4763191564
- 『「百匹目の猿現象」は右脳から―ここまでわかった成人のための右脳開発法 』（七田眞と共著）ベストセラーズ 1996年8月 ISBN 9784584182581
- 『これから10年 驚きの発見―「びっくり現象」と先駆者たち』サンマーク出版 1997年8月 ISBN 978-4763191908
- 『人間のあり方―われわれの本質は宇宙意志と一体、希望を持って生きよう』PHP研究所 1998年2月 ISBN 978-4569559728
- 『REBIRTH―地球再生 人間再生〈21世紀の生き方を考える〉』（船井幸雄 編・著、末永蒼生、比嘉照夫、ミシェル・オダン、ウィリアム・コマンダ、福沢もろ 著）同朋舎 1998年2月 ISBN 978-4810424775
- 『成功のセオリー―伸びる企業・伸びる人』 サンマーク出版 1998年8月 ISBN 978-4763182289
- 『長所伸展の法則』 ビジネス社 1999年10月 ISBN 978-4828410661
- 『21世紀は「クチコミ」と「自主性」の時代―船井幸雄が斬るネットワークビジネス』徳間書店 1999年11月 ISBN 978-4198611026
- 『実践 本物の経営』 ダイヤモンド社 2000年3月 ISBN 978-4478331118
- 『ネットワークビジネスが日本経済を救う―高原慶一朗vs船井幸雄〈One Plus Book〉』（高原慶一朗との対談）ビジネス社 2000年5月 ISBN 978-4828408668
- 『波動で上手に生きる―世の中のしくみ、人生の知』 サンマーク出版 2000年10月 ISBN 978-4763193094
- 『不思議の科学―世の中の構造はこうなっていた』 （森田健との共著）同朋舎 1998年11月 ISBN 978-4810425369
- 『断末魔の資本主義』 徳間書店 2000年 ISBN 978-4198614669
- 『企業経営 未来への道―いまからこそ「船井流経営法」』 ダイヤモンド社 2002年8月 ISBN 978-4478330760
- 『OPEN WORLD』（山崎拓巳と共著）サンクチュアリ・パブリッシング 2002年9月 ISBN 9784921132569
- 『ビジネスを成功させる新しい発想法―正しい見方と本物の生き方』成美堂出版 2003年6月 ISBN 978-4415068459
- 『ベイシック経営のすすめ―すべてに通用する基本原則』サンマーク出版 2003年6月 ISBN 978-4763182319
- 『幸運と成功の法則』グラフ社 2003年8月 ISBN  978-4766207644
- 『イヤシロチ―万物が蘇生する場所がある』評言社 2004年2月 ISBN  978-4828202945
- 『船井幸雄の新経営革命―「満腹の時代」をどう超えるか』PHP研究所 2003年10月 ISBN 978-4569209524
- 『あしたの世界』（池田邦吉との共著） 明窓出版 2004年3月 ISBN 978-4896341454
- 『波動で上手に生きる 世の中のしくみ、人生の知恵』祥伝社 2004年10月 ISBN 978-4396612948
- 『国家の経営 企業の経営―その成否は「トップ」で決まる』サンマーク出版 2004年10月 ISBN 9784763181923
- 『日本壊死―新しき人目覚めよ』（副島隆彦と共著）ビジネス社 2005年2月 ISBN 9784828411750
- 『世の中、大激変 いま一番知って欲しい大切なこと』徳間書店 2005年4月 ISBN 9784198620028
- 『イヤシロチⅡ 心地よく棲む方法がある』評言社 2005年11月 ISBN 978-4828205052
- 『人類と地球のアセンション - だからこれからこう生きよう』徳間書店 2006年1月 ISBN 978-4198620707
- 『昭和史からの警告 戦争への道を阻め』（副島隆彦と共著）ビジネス社 2006年6月 ISBN 9784828412818
- 『「船井流経営法」の原点―船井幸雄経営五輪の書』グラフ社 2006年8月  ISBN 978-4766209921
- 『いま二人が一番伝えたい大切なこと アセンション・フォトンベルト・多次元世界・プラズマ宇宙論-これからこうなる。こうしよう。』（中丸薫と共著）徳間書店 2007年3月 ISBN 9784198623036
- 『日本人が知らない「人類支配者」の正体』（太田龍との共著）ビジネス社 2007年9月 ISBN 978-4828413808
- 『本音一〇〇%の経営塾―経営者に求められる資質とは何か』 ビジネス社 2007年11月 ISBN 978-4828410784
- 『中堅・中小企業のためのIT化時代の「儲け」の決め手』 ビジネス社 2007年12月 ISBN 978-4828410586
- 『いま人に聞かせたい神さまの言葉』（中矢伸一との共著）徳間書店 2008年3月 ISBN 978-4198625016
- 『2009年 資本主義大崩壊!―いよいよ断末魔の最終章が始まった』（櫻庭雅文 インタビュー) ダイヤモンド社 2008年12月 ISBN 978-4478007907
- 『すでに世界は恐慌に突入したーデリバティブとドルはあと数年で崩壊する!!』（朝倉慶との共著）ビジネス社 2009年11月 ISBN 978-4828415475
- 『2012年の変化はすでに起きている』（櫻庭雅文と共著）徳間書店 2009年12月 ISBN 9784198628819
- 『「聖書の暗号」の大事なポイント すばらしい「ミロクの世」はこのようにして創られる』〈超☆わくわく〉 ヒカルランド 2010年9月 ISBN  978-4905027041
- 『２０１１年からの正しい生き方―天災、人災などの大激変が予想される今後数年間の対処法が分った』〈超☆わくわく〉ヒカルランド 2011年1月 ISBN 9784905027133
- 『世の中大転換の行き先は五次元です 天才koro先生の大発明』〈超☆わくわく〉 ヒカルランド、2011年2月 ISBN 978-4905027188
- 『船井流・あなたの会社は必ず甦る! 〈実日ビジネス〉』実業之日本社 2011年6月 ISBN 978-4408105437
- 『予測はしないほうがよいのだが 44年間、何万件も当てた男の今後の予測』学研パブリッシング 2011年9月 ISBN 9784054050396
- 『人間の「正しいあり方」―われわれの本質は肉体ではなく霊魂です』〈超☆わくわく〉ヒカルランド 2011年10月 ISBN 9784905027638
- 『伸びる会社の経営・人財をとことん分析する』 ビジネス社 2011年11月 ISBN 978-4828408583
- 『素晴らしき真言(マントラ)』青萠堂 2011年12月 ISBN 978-4921192761
- 『悪法！！「大麻取締法」の真実―「金の卵」を意識的につぶしている実情をぜひ知ろう』ビジネス社 2012年8月 ISBN 9784828416755
- 『生命（いのち）の秘密が分かってきた―生命体を創造した科学者が教えてくれる生き方』〈超☆わくわく〉ヒカルランド 2012年9月 ISBN 9784864710510
- 『【4つの超常現象対談】飛鳥昭雄×船井幸雄 日ユ同祖論とミロクの世の真実』（飛鳥昭雄と共著）学研パブリッシング 2012年5月 ISBN 9784054053106
- 『未来への言霊：この世の答えはすでにある!』徳間書店 2014年1月14日 ISBN 978-4198637378 ※本作が直筆としては遺作となった。
- 『すべては「必要、必然、最善」』ビジネス社 2014年8月9日 ISBN 978-4828417660 ※著者が生前に残した最後の原稿を書籍化した。
- 『舩井幸雄が最後に伝えたかった真実-船井流〝経営と生き方〟のコツ』ビジネス社 2015年1月22日 ISBN 978-4828417974 ※未発表原稿を書籍化、最終著書。

### 翻訳
- カリール・ジブラン 著『預言者 The Prophe』2009年8月 成甲書房 ISBN 978-4880862514、 船井幸雄 監訳・解説

## プロデュース

### イベント
- ショッククリニックセミナー：1980年開始。びっくり現象や「本物」、イヤシロチを体感するというバスツアー[138]。船井は視察セミナーを「クリニック」と呼んでおり、船井と船井総合研究所独特の呼び方[139]
- 本物クリニックセミナー：1988年開始。船井のもとに集まった「本物」情報、びっくり現象やイヤシロチを見て、船井が推奨する人物に学ぶバスツアー。[140]
- 船井オープンワールド（フナイ・オープン・ワールド）:主催・船井総合研究所。1994年-2002年。第9回まで開催。[44]
- 船井幸雄オープンワールド:主催・船井本社、船井メディア、本物研究所、船井本舗などの船井直轄の諸会社からなる船井幸雄グループ。2003年-2012年[141]。船井によると、第4回は1万数千人を動員していた。[44]

死後
- 舩井☆ＳＡＫＩＧＡＫＥフォーラム2014：主催・船井本社グループ（株式会社船井本社、株式会社本物研究所、株式会社エヴァ・ビジョン、株式会社にんげんクラブ、 イリアール株式会社）。
- 舩井フォーラム：主催・船井本社グループ。2015年 - 2018年。

### 勉強会・懇親会
- コスモスクラブ：1970年に開始。株式会社日本マーケティングセンター主催。経営者のための会員制経営戦略研究会[142]。
- 本物研究会：船井総合研究所退任後に作った船井本社主催の会員制勉強会。船井がリーダーに必要と考える、「本物」を知り、取り扱うことができるようになることを目的とした[143]。奇数月に関西で開催。2009年2月閉会。
- 直感力研究会：船井総合研究所退任後に作った船井本社主催の会員制勉強会。船井がリーダーに必要と考える直感力を身につけることを目的とした[143]。偶数月に東京で開催。2009年2月閉会。
- TOP塾：船井総合研究所退任後に作った船井本社主催の会員制勉強会。フォトンベルトなど、船井がリーダーに必要な真実と考える知識を教えていた[143][144]。毎月熱海で開催。2009年2月閉会。
- にんげんクラブ：2006年開始。船井本社主宰。よい未来を作るために「有意の人」に真実を勉強してもらうための会[145]。
- 船井塾：2009年開始。会員制非公開の勉強会・懇親会。本物研究会、直感力研究会、TOP塾を統合。

### 定期的な講演会
- 幸塾

### 雑誌
- 「月刊流通ビジネス」1985年-1993年。：企画編集：船井総合研究所、出版社：コスモプラン。1985年4月（162号)-1993年12月（266号)。「コスモス」の改題。
- 「月刊Funai」企画・編集：船井総合研究所（奥付による編者表示 企画・編集：コスモプラン）、出版社：船井総合研究所、1994年1月（267号)-1995年3月（281号)。
- 「The Funai：new paradigm books」出版社：船井総合研究所。奥付による編者表示 企画編集：ビジネス社、個人編者表示：船井幸雄、第五刷りではビジネス社発行となっている。1995年4月（282号)-1998年（326号）
- 「Evah」1996年10月（1号）-1997年12月（14号）。出版社：サンマーク出版。
- 「F*ace」：2001年11月（1号） - 2003年8月（22号）。出版社：船井メディア。
- 「Funai media（月刊フナイ・メディア）」：「F*ace」がリニューアル。2003年9月（1号） - 2007年9月（49号）。出版社：船井メディア。
- 「ザ・フナイ : マス・メディアには載らない本当の情報（月刊ザ・フナイ）」：「Funai media」がリニューアル。出版社：船井メディア、ビジネス社。2007年10月 - 継続刊行中。

### 有料メールマガジン
- 船井メールクラブ：2012年1月開始した、有料のメールマガジン会員クラブ。2013年8月以降「舩井メールクラブ」に改名。「専門的なこと」「未来予測」「対処法」「真実情報」を発信している[54]。

### 書籍
船井総合研究所の「書籍一覧」ページでも、2022年時点で多くが紹介されている。
- 安東民『富士山大爆発は防ぐことができる―世紀の謎エロヒムの陰謀を暴く』ビジネス社 1983年6月 紹介解説／船井幸雄
- マハリシ総合研究所『超瞑想法ＴＭの奇跡―心と身体を解き放つ現代科学 「第四の意識」であなたは変わる』 PHP研究所 1985年4月 ISBN 978-4569533308 監修／船井幸雄・加藤修一
- 春山茂雄『脳内革命―脳から出るホルモンが生き方を変える』サンマーク出版 1995年6月 ISBN 476-3191233。
- 船井総合研究所 編『消費・商品トレンド全予測 1998〈実日ビジネス〉』実業之日本社 1997年11月 ISBN 978-4408133478  監修／船井幸雄
- 船井総合研究所 編『消費・商品トレンド全予測 1999〈実日ビジネス〉』実業之日本社 1997年11月 ISBN 978-4408102962  監修／船井幸雄
- 船井総合研究所口コミ研究チーム『口コミ時代の到来―新しい時流の読み方・創り方』経済界 1999年4月 ISBN 978-4766781823 監修／船井幸雄
- 仲吉昭治『驚異のオートコール戦略―顧客のココロをガッチリつかんで、売上げをグングン伸ばす全自動テレマーケティングの威力!!』秀和システム 1999年8月 ISBN 978-4879669230 監修／船井幸雄
- 船井総合研究所『会社に入ったらすぐ読む本―最初の一歩でつまずかない即効のゴールデン・ルール』大和出版 2001年2月 ISBN 978-4804715964 監修／船井幸雄
- 平井俊広、柳楽仁史『「クチコミ」と「人財」が会社を変える―ネットワークビジネスを正しく活かす』ダイヤモンド社 2002年8月 ISBN 978-4478560464 監修／船井幸雄
- 池田邦吉『あしたの世界 パート2 関英男博士と洗心』明窓出版 2004年7月 ISBN 978-4896341560  監修／船井幸雄
- 佐々木重人『地球コアにまで響き渡るコトダマ 天皇祭祀を司っていた伯家神道―秘儀継承者七沢賢治がえがく新創世記〈超知ライブラリー〉』徳間書店 2008年10月 ISBN 978-4198626181 序文・推薦・解説／船井幸雄
- 池田整治『マインドコントロール 日本人を騙し続ける支配者の真実』 ビジネス社 2009年12月 ISBN 978-4828415512[78]
- 伊達巌『聖書の暗号は知っていた 【闇の絶対支配者】ロスチャイルド・イルミナティ・フリーメーソン 』〈超知ライブラリー〉2010年2月 徳間書店 ISBN 978-4198629120。序文・解説・推薦／船井幸雄
- 高島康司『未来予測コルマンインデックスで見えた　日本と経済はこうなる』徳間書 2010年6月 ISBN 978-4198629694。序文・推薦・解説／船井幸雄
- イオン・アルゲイン『聖書の暗号は読まれるのを待っている　前文明ムーからの愛のコードと闇の勢力の悪のコード』2010年7月 徳間書店 ISBN 978-4198629885。序文・解説・推薦／船井幸雄
- イオン・アルゲイン『聖書の暗号はこう言っている 2015年までの経済大激変 日本がとるべき針路を集中解析』〈超☆わくわく〉2011年3月 ISBN 978-4905027195。序文・解説・推薦／船井幸雄
- ベンジャミン・フルフォード、飛鳥昭雄『3・11人工地震テロ&金融サイバー戦争 二人だけが知っている超アンダーグランドのしくみ だまし討ちに気づかない日本人へ!これ以上毟られるのがいやならこれだけは知っておけ!』 〈超☆はらはら〉ヒカルランド 2011年9月 ISBN 978-4905027485。序文・解説・推薦／船井幸雄
- 泉パウロ『驚愕の真相 3・11人工地震でなぜ日本は狙われたか[I] 地球支配者が天皇家と日本民族をどうしても地上から抹消したい本当の理由がわかった!』〈超☆はらはら〉 2012年2年 ヒカルランド ISBN 978-4905027973。序文・解説・推薦／船井幸雄
- 中矢伸一・大石憲旺・高島康司『世の中大転換がわかる 日月神示の緊急未来予測 迫りくるこの国の立て替え・立て直し』〈超☆わくわく〉2011年3月 ISBN 978-4905027201。序文・解説・推薦／船井幸雄
- 中矢伸一 『日月神示 ついに始まった大禊祓い 待ったなし!大宇宙神の立て替え・立て直し』〈超☆どきどき〉2011年5月 ヒカルランド ISBN 978-4905027263。序文・解説・推薦／船井幸雄
- 中矢伸一・大石憲旺・高島康司『緊急未来予測 日月神示のサバイバルガイド&ナビゲーション 宇宙的事由から見た巨大地震、巨大津波、原発事故』〈超☆わくわく〉2011年7月 ヒカルランド ISBN 978-4905027324。序文・解説・推薦／船井幸雄
- 伊達宗哲『宇宙時空構造の特異な「場」 地球の雛型「日本」は世界一切を救う 出口王仁三郎の三千世界テレスコープ〈超☆どきどき〉』ヒカルランド 2011年9月 ISBN 978-4905027560
- 井出治『フリーエネルギー、UFO、第3起電力で世界は大激変する 永久機関の原理がすでに見つかっていた〈超☆わくわく〉』ヒカルランド 2011年10月 ISBN 978-4905027607。序文・解説・推薦／船井幸雄
- 泉パウロ『驚愕の対策 3・11人工地震でなぜ日本は狙われたか[II] どうしたら地球支配者からこの国を守れるか―プラズマシールド&霊的バリアを発動せよ!』〈超☆はらはら〉2012年3月 ISBN 978-4864710015。序文・解説・推薦／船井幸雄